# Alan Jackson (kolarz)
Alan Wharmby Jackson (ur. 19 listopada 1933 w Stockport, zm. 24 marca 1974 w Hornchurch) – brytyjski kolarz szosowy i przełajowy, dwukrotny medalista olimpijski.

## Kariera
Największe sukcesy w karierze Alan Jackson osiągnął w 1956 roku, kiedy zdobył dwa medale podczas igrzysk olimpijskich w Melbourne. Wspólnie ze Stanem Brittainem i Billem Holmesem zdobył srebrny medal w drużynowym wyścigu ze startu wspólnego. Ponadto w rywalizacji indywidualnej zajął trzecie miejsce, ulegając jedynie Włochowi Ercole Baldiniemu i Francuzowi Arnaudowi Geyre. Poza igrzyskami trzykrotnie zdobywał medale mistrzostw Wielkiej Brytanii w kolarstwie przełajowym, w tym złote w latach 1955 i 1956. W 1955 roku wystąpił na mistrzostwach świata w kolarstwie przełajowym w Saarbrücken, ale zajął dopiero 30. miejsce. Nigdy też nie zdobył medalu na szosowych mistrzostwach świata.